# Кіхара Рюїті
Рюїті Кіхара (22 серпня 1992 , Ічіномія, Префектура Айчі ) — японський фігурист, що виступає в парному катанні, срібний призер Олімпійських ігор, срібний призер чемпіонату світу.